# 삼산면 (해남군)
삼산면(三山面)은 대한민국 전라남도 해남군의 면이다.

## 행정 구역
- 구림리(九林里)
- 봉학리(鳳壑里)
- 상가리(上駕里)
- 송정리(松汀里)
- 신흥리(新興里)
- 원진리(院津里)
- 창리(昌里)
- 충리(忠里)
- 평활리(平活里)